# Wapiti (magazine)
Pour les articles homonymes, voir Wapiti (homonymie).
Wapiti est un magazine mensuel français pour enfants de 7 à 12 ans, édité par Milan Presse, filiale du groupe Bayard Presse.

## Description
Wapiti est un magazine mensuel pour enfants, édité par Milan Presse. La tranche d'âge cible est celle des 7–12 ans. Le magazine est édité depuis avril 1987.
Il parle de la nature, et principalement des animaux et de la sauvegarde de la planète,,.
La rubrique « Coin du véto » explique comment s'occuper correctement d'un animal avec les conseils d'un vétérinaire.